# سنگ‌چشم پشت‌بلوطی
سنگ‌چشم پُشت‌بلوطی   یا سنگ‌چشم کَهَرپُشت (نام علمی: Lanius vittatus) نام یک گونه از تیره سنگ‌چشمان است.